# 張紹魁
張紹魁（1573年—1614年），字天衢，號斗垣，直隸延慶衛官籍，浙江餘姚縣人，明朝政治人物。

## 生平
萬曆十三年（1585年）乙酉科順天鄉試第一名舉人。萬曆三十八年（1610年）庚戌科會試一百四十五名，第三甲第二百二十一名進士。禮部觀政，授行人司行人，萬曆四十二年（1614年）卒。

## 家族
曾祖張鼎，恩榮官；祖張濬，歲貢；父張箎，知縣；前母湯氏；母錢氏。永感下。兄紹先（把總）；紹文（知縣），弟紹紳（庠生）。子張秉禮。